# Никифорос
Никифорос (грч. Νικηφόρος) је насељено место у општини Паранести у периферији Источна Македонија и Тракија, Грчка. Према попису из 2021. године било је 220 становника.
Према бугарском географу и историчару, Василу Канчову, у Никифоросу је 1900. године живело 900 Турака. Године 1923. турско становништво је принудно исељено у Турску а на њихово место је насељено 204 грчких избегличких породица, укупно 828 особе. На попису из 1928. године Никифорос је имао 1.035 становника. Село се раније звало Нусретли.